# Now and Then
Now and Then – piosenka zespołu The Beatles, nagrana częściowo w 1977 roku przez Johna Lennona, ostatecznie wydana 2 listopada 2023 roku.
Lennon napisał „Now and Then” pod koniec lat 70. i nagrał demo w 1977 roku w swoim domu w Nowym Jorku.
W 1994 roku Paul McCartney otrzymał od wdowy po Lennonie Yoko Ono dwie kasety magnetofonowe, zawierające domowe nagrania piosenek, których Lennon nigdy nie ukończył ani nie wydał komercyjnie. Dwa utwory zapisane na kasetach zostały wydane jako  „Free as a Bird” i „Real Love”. W marcu 1995 roku trzej pozostali przy życiu Beatlesi rozpoczęli pracę nad „Now and Then”, nagrywając podkład, który miał zostać użyty jako overdubbing. Jednak już po dwóch dniach nagrywania wszystkie prace nad piosenką zostały wstrzymane, a plany wydania trzeciego singla zostały odrzucone. Projekt został w dużej mierze odłożony na półkę z powodu niechęci Harrisona do piosenki ze względu na jej nagranie o niskiej jakości.
Do prac nad utworem wrócono w 2023 roku, kiedy to WingNut Films, firma Petera Jacksona użyła sieci neuronowej do wyizolowania wokalu Lennona.
12-minutowy film dokumentalny Now and then – The Last Beatles Song, napisany i wyreżyserowany przez Olivera Murraya, zadebiutował 1 listopada 2023 roku na YouTubie. Film krótkometrażowy przedstawia historię utworu, zawiera komentarze McCartneya, Starra i Harrisona, a także Seana Lennona i Petera Jacksona. W filmie odtworzono także fragmenty oddzielnych ścieżek wokalnych Lennona, a także urywki „Now and Then”. Aby uczcić premierę utworu, projekcje kasety magnetofonowej pojawiły się w miejscach związanych z Beatlesami w Liverpoolu, w tym na budynku Strawberry Field, ulicy Penny Lane, przed domem rodzinnym Lennona  i The Cavern Club.
Okładkę do singla stworzył amerykański artysta Ed Ruscha. 
Teledysk wyreżyserował Peter Jackson (Władca Pierścieni, The Beatles: Get Back). Materiał zawiera wcześniej nieprezentowane fragmenty nagrań członków The Beatles. Teledysk miał premierę 3 listopada 2023 roku.
W 2025 roku utwór został nagrodzony statuetką Grammy w kategorii „najlepsze rockowe wykonanie”.